# Nuvola numero nove
Nuvola numero nove è l'ottavo album discografico del cantautore italiano Samuele Bersani, pubblicato il 10 settembre 2013.
Appena uscito, l'album raggiunge la posizione numero 1 della classifica FIMI.

## Il disco
Il disco è stato registrato in cinque mesi a Bologna, presso lo studio di Lucio Dalla, mentore di Bersani a cui il disco è dedicato. Il missaggio è stato invece fatto a Milano negli studi di Vinicio Capossela.
Il titolo del disco è la traduzione letterale dell'espressione americana cloud nine, che vale a dire "trovarsi al settimo cielo". La felicità personale è quindi il filo conduttore dell'album.
La pubblicazione dell'album è stata anticipata il 30 agosto 2013 dal singolo En e Xanax su iTunes e sul canale YouTube ufficiale del cantautore.
Hanno collaborato Gaetano Civello in Spia polacca, Gregorio Salce e Matteo Fortuni in Desirée e gli Egokid ne Il re muore.
Il 19 settembre 2013 il disco si piazza al primo posto della classifica Fimi degli album più venduti in Italia.
L'8 novembre 2013 viene pubblicato il singolo Chiamami Napoleone, accompagnato nei giorni seguente da un videoclip diretto da Bruno D'Elia.
Il terzo singolo è Ultima chance, in rotazione radiofonica dal 17 gennaio 2014.

## Tracce
Testi e musiche di Samuele Bersani, eccetto dove indicato.
1. Complimenti! – 3:47
2. En e Xanax – 4:34
3. Chiamami Napoleone – 3:10
4. Desirée – 3:06 (testo: S. Bersani – musica: G. Salce - M. Fortuni)
5. Ultima chance – 3:37
6. Settimo cielo – 3:23 (testo: S. Bersani – musica: S. Bersani - D. Beatino)
7. D.A.M.S. – 3:39
8. Reazione umana – 4:40
9. Spia polacca – 3:37 (testo: S. Bersani – musica: S. Bersani - G. Civello)
10. Il re muore – 3:38 (S. Bersani - D. Palazzo - P. Pardo)

Durata totale: 37:11

## Formazione
- Samuele Bersani – voce, tastiera, pianoforte, flauto dolce, kazoo
- Davide Beatino – basso, chitarra acustica
- Marco Cosatanzo – batteria
- Pasquale Cassiodoro – programmazione
- Gionata Colaprisca – percussioni
- Bruno Mariani – chitarra elettrica
- Gregorio Salce – chitarra
- Matteo Fortuni – chitarra
- Tony Pujia – chitarra, ukulele, basso
- Silvio Masanotti – chitarra
- Valentino Corvino – violino
- Sandro Paternostro – viola
- Roberta Giallo – cori

## Classifiche
| Classifica (2013) | Posizione |
| ----------------- | --------- |
| Italia            | 1         |